# La nostra Senyora de l'Evangelització
La Nostra Senyora de l'Evangelització és una advocació mariana peruana. Patrona de l'Arquebisbat de Lima la seva festivitat se celebra el 14 de maig. Malgrat que la Patrona del Perú és Santa Rosa de Lima, la Verge de l'Evangelització, és popularment aclamada com "Patrona de facto del Perú" per ser la principal advocació mariana del país.

## Talla
La imatge de Nostra Senyora de l'Evangelització és una escultura de la Mare de Déu amb el Nen Jesús als braços, talla de fusta policromada de 1,70 metres d'altura, va ser feta per Roque Balduque, mestre flamenc que dirigia un taller a Sevilla cap al segon terç del segle xvi, a qui se li denominava "El imatger de la Mare de Déu". Tradicionalment se l'ha considerat la imatge de la Mare de Déu més antiga del Perú i d'Amèrica del Sud.
La imatge correspon (segons el Pare Rubén Vargas Ugarte) a l'advocació de la Mare de Déu Auxili dels Cristians, tot i això, altres s'inclinen perquè la seva iconografia respongui a la Mare de Déu del Roser. Segons relata Don Casimiro Novajas en un poema: "Al costat que segueix del creuer s'admira en aparell de capella la qual és a Lima el celestial estel, la qual en la devoció constant brilla, Aquella Verge, que en piadós cura és Patrona i la vuitena meravella; doncs grandesa, meravella i culte divers tot cedeix a la imatge del Rosari ".
La talla va ser encarregada per la filla de Francisco Pizarro, Francisca, cap a 1551 a Roque Balduque, perquè presidís el Retaule Major, on havia de ser enterrat el Conqueridor. Davant Ella es creu, enmig d'una gran festa, va ser dipositada la primera rosa florida a la ciutat de Lima pel primer bisbe de la diòcesi, Fra Jerónimo de Loayza. A La nostra Senyora de l'Evangelització van elevar les seves pregàries Sant Toribio Alfonso de Mogrovejo, Sant Francisco Solano, Sant Martí de Porres i Santa Rosa de Lima.
La nostra Senyora de l'Evangelització va presidir la vida de l'Església arxidiocesana de Lima i els Concilis de Lima de manera particular el tercer, que tanta importància va tenir per aprofundir i difondre l'Evangeli des de Nicaragua fins al Cap de Hornos a la primera evangelització de part important d'Amèrica. Davant ella va ser entonat el Te Deum amb motiu de la independència nacional el 28 de juliol de a 1821.
Durant la Guerra amb Xile la imatge va ser repintada en color blanc, fent-la passar per escultura de marbre, per evitar que els invasors se l'emportessin, des d'aquells temps se la venerava a l'Altar Major. El 1985 la imatge recobra la seva bellesa original, sent restaurada en un taller dels Barris Alts a la Ciutat de Lima per dos Artistes restauradors Luis Alberto i Anselmo Bocardo per encàrrec de l'Episcopat i passada a la bella Capella de la Concepció, on fins avui es venera.
En l'any de 1985, durant la seva primera visita al Perú, la seva Santedat el Papa Joan Pau II la va coronar solemnement, consagrant la Nació; i en l'any de 1988 en ocasió del Congrés Eucarístic i Mariano dels països Bolivarianos, el Sant Pare la va honrar de forma extraordinària a concedir-li la Rosa d'Or o Rosa Porpra, dient: "Si hi ha una ciutat al món en on la Verge mereixi rebre una rosa, aquesta ciutat és Lima ".

## Culte
El 6 d'octubre de 1990, el Papa Joan Pau II la proclama Patrona de l'Arquebisbat de Lima. El capítol metropolità honrava diàriament a la Nostra Senyora de l'Evangelització amb una missa celebrada a la seva capella, on els fidels rebien l'eucaristia, resant a continuació el Sant Rosari i les lletanies marianes del III Concili Limense, atribuïdes a Sant Toribio de Mogrovejo, patró de l'Episcopat Llatinoamericà.
En l'actualitat se celebra la seva festa cada 14 de maig amb una gran eucaristia i processó multitudinària pels carrers de Lima.